# (29456) Evakrchová
(29456) Evakrchová, désignation internationale (29456) Evakrchova, est un astéroïde de la ceinture principale.

## Description
(29456) Evakrchova est un astéroïde de la ceinture principale. Il fut découvert le 24 septembre 1997 à l'Observatoire d'Ondřejov par Lenka Šarounová. Il présente une orbite caractérisée par un demi-grand axe de 2,39 UA, une excentricité de 0,16 et une inclinaison de 1,6° par rapport à l'écliptique.

## Compléments